# Landschap met ruiter, herders en vee
Landschap met ruiter, herders en vee is een schilderij van de Nederlandse kunstschilder Aelbert Cuyp, waarschijnlijk uit circa 1655-1660, olieverf op doek, 80 × 106 centimeter groot. Enkele figuren blikken vanuit een lichte hoogte uit over een weids en idyllisch landschap. Het werk bevindt zich sinds 1871 in de collectie van de National Gallery te Londen.

## Context
In 1651-1652 maakte Cuyp een uitgebreide reis naar de Rijnvallei, net over de Nederlandse grens, nabij de steden Kleef en Kalkar. Tijdens deze reis maakte hij talrijke tekeningen van het landschap, vee en plaatselijke herders, bewaard gebleven in een schetsboek dat thans in het bezit is van het Rijksprentenkabinet. Hij zocht er inspiratie voor het maken van buitenlands aandoende landschappen, zoals hij die had gezien bij Italianisanten als Jan Both, die hij erg bewonderde. Terug in zijn atelier te Dordrecht zou hij nog jarenlang panoramische vergezichten blijven schilderen op basis van de toen gemaakte schetsen, waarbij hij niet altijd even natuurgetrouw te werk ging en de bergen vaak hoger maakte dan ze waren. In het hier besproken Landschap met ruiter, herders en vee is dat laatste echter niet het geval. Wel toont het bij uitstek de atmosferische, mediterrane, bijna pastorale kwaliteit die zijn werken na zijn Kleef-reis zouden kenmerken.

## Afbeelding
Landschap met ruiter, herders en vee toont een viertal figuren op een lichte hoogte, van achteren bezien, in tegenlicht, waardoor het bijna silhouetten lijken. Te paard zit een trotse man met hoed en stok, mogelijk de landheer. Naast hem staat een herder en een kleine jongen, mogelijk zijn zoon, die het naast hen liggende vee moeten hoeden. Links ligt een andere knaap languit te slapen. Zijn rode hemd geeft een fleurig accent in het verder in gedempte geelbruine en zachtgroene tonen uitgewerkte doek. De twee volwassen mannen kijken in het zachte licht van een late namiddag uit over een weidse vallei en lijken iets met elkaar te bespreken. In de verte ligt een kerkje. In de lucht vliegen enkele zwaluwen.

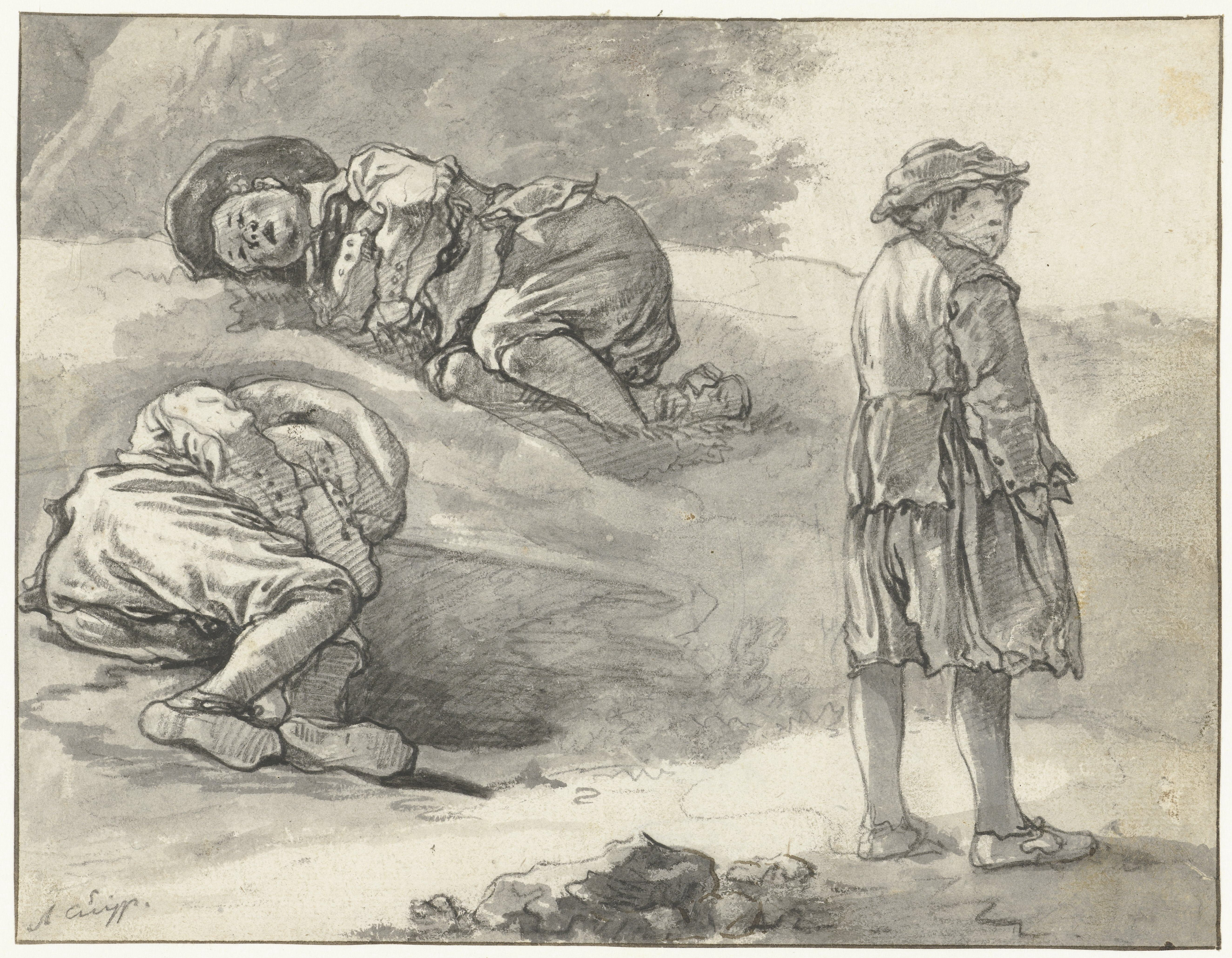
Studie, Rijksprentenkabinet. De slapende herder links werd gebruikt in het hier besproken schilderij.

Cuyp kiest in de basis voor een realistische uitwerking, werkt met name de beesten in het werk op een anatomisch perfecte wijze uit, maar richt zich bovenal op de atmosferische beleving. Compositorisch sluit hij aan bij de traditie van de zeventiende-eeuwse Hollandse landschapschilderkunst, die de horizon laag hield, waardoor er veel ruimte ontstond voor een imposante wolkenlucht. Het late, mediterraan aandoende zonlicht heeft iets melancholieks, dat ook wel "contre jour"-effect werd genoemd. Het beschouwelijke aspect wordt versterkt door het "Rückenansicht", in combinatie met het panoramische landschap en de weidse blik. Cuyps werk loopt daarmee vooruit op de schilderkunst die tot bloei zou komen in het tijdperk van de romantiek zo'n anderhalve eeuw later. Met name de Engelse landschapschilderkunst uit die tijd zou erg schatplichtig zijn aan Cuyp, wiens werk bij de Britten erg populair was.